# Casa de John Johnson
La Casa de John Johnson, también conocida como The Green Onion, es una residencia histórica ubicada cerca de Leighton, Alabama, Estados Unidos.

## Historia
La casa fue construida a fines de la década de 1820 por John Johnson, un colono del condado de Mecklenburg, Virginia que vivió en Tennessee antes de llegar al norte de Alabama. Su yerno, Lewis Dillahunty, fue uno de los primeros colonos en el oeste del Valle de Tennessee y convenció a Johnson de que se mudara a la zona. Johnson falleció a principios de la década de 1840 y su hijo vendió la casa y los 80 acres (32 ha) de terreno de la familia. La casa ha sido ocupada durante mucho tiempo por arrendatarios y ahora es parte de la finca Leonard Preuitt.
La casa fue incluida en el Registro de Monumentos y Patrimonio de Alabama en 1985 y en el Registro Nacional de Lugares Históricos en 1986.

## Descripción
La casa es una Cabaña Tidewater de 1 1⁄2 pisos. Una sola chimenea se encuentra en cada extremo del hastial. Los cimientos se elevan 4 pies (1,2 m) sobre el suelo y se colocan en unión común y unión flamenca. La fachada tiene tres tramos de ancho, con cada puerta y ventana rematadas con un arco adintelado. En el interior, un salón central separa dos grandes salas en cada piso. Una escalera en el pasillo conecta los dos pisos.